# Il Popolo d'Italia
Il Popolo d'Italia (în traducere Poporul Italiei) a fost un ziar italian publicat din 15 noiembrie 1914 până pe 24 iulie 1943. A fost înființat de Benito Mussolini ca o publicație în favoarea războiului în timpul Primului Război Mondial. Mai târziu, a devenit principalul ziar al mișcării fasciste din Italia în perioada interbelică. Ziarul apărea în fiecare zi a săptămânii, cu excepția zilei de luni.
Ziarul a fost 
Ziarul a fost fondat la Milano în noiembrie 1914 cu scopul de a sprijini intrarea Italiei în Primul Război Mondial. În noiembrie 1914, antreprenorul Giuseppe Pontremoli, un francmason de gradul 33 al  Ritului Scoțian, a oferit 20.000 de lire pentru achiziționarea unei rotative cu care avea să fie tipărit noul ziar
Războiul începuse cu câteva luni înainte, dar Italia era neutră la acea vreme și avea să rămână astfel până în mai 1915. Il Popolo d'Italia', care susținea militarismul și iredentismul, a primit sprijin financiar din partea unor companii importante, printre care Ansaldo⁠(d) și altele, în special din industria zahărului și electrică, care erau interesate ca Italia să intre în război:284. De asemenea, ziarul a fost subvenționat din surse susținute de guvernul din Franța, ca să influențeze Italia să se alăture efortului de război al Puterilor Antantei:36.
Investigațiile pentru identificarea surselor de finanțare a ziarului lui Mussolini au continuat și după războiul mondial. Documentele găsite atestă atât proveniența, cât și finanțatorii. În 1917, Regatul Unit a finanțat ziarul: Mussolini s-a angajat, pentru suma de 100 de lire sterline pe săptămână, să boicoteze orice manifestație pacifistă în Italia. Astăzi, documentele găsite atestă plata unor contribuții din partea unor industriași italieni interesați de creșterea cheltuielilor militare pentru intrarea Italiei în război. Printre aceștia se remarcă numele lui Carlo Esterle (compania Edison), Emilio Bruzzone (Società siderurgica di Savona și Società Italiana per l'Industria Indigena dello Zucchero, din care Eridania era cel mai important membru), Giovanni Agnelli (Fiat), Pio Perrone (Ansaldo) și Emanuele Vittorio Parodi (Acciaierie Odero):121.
În perioada de început a ziarului, în timpul Primului Război Mondial, pe capul de afiș al ziarului figurau citate din Louis Auguste Blanqui („Cine are oțel are pâine”) și Napoleon Bonaparte („Revoluția este o idee care și-a găsit baionetele!”).
După război, Il Popolo d'Italia a fost asociat cu noua mișcare fascistă, condusă tot de Benito Mussolini. Ziarul a servit la începutul anilor 1920 ca mijloc de unificare a numeroaselor grupuri fasciste autonome de pe teritoriul Italiei și a oferit o modalitate de atragere a noi aliați politici și susținători financiari. Mussolini a părăsit redacția ziarului atunci când s-a mutat la Roma pentru a deveni prim-ministru în 1922, dar a păstrat controlul numindu-l pe fratele său mai mic, Arnaldo⁠(d), în funcția de director al ziarului și comunicând regulat cu redactorii-șefi.
În perioada în care a fost la putere, Mussolini a scris adesea în mod anonim pentru Il Popolo d'Italia, cum ar fi atunci când a ironizat o propunere pentru copierea salutului nazist „Heil Hitler”:246–259.
Din 1936 până în 1943, ziarul a fost editat de Giorgio Pini⁠(d):296. 
În urma  căderii regimului fascist din Italia, ziarul a fost interzis de către prim-ministrul Pietro Badoglio la 24 iulie 1943. După invazia germană în Italia și crearea  Republicii Sociale Italiene (RSI), Mussolini a refuzat în mod explicit să reînființeze ziarul, deoarece nu dorea ca acesta să devină o portavoce a forțelor de ocupație germane. În schimb, Mussolini a scris în general în Corriere della Sera, atunci când a considerat că este necesar să își publice declarațiile.

În 1944, Mussolini a vândut sediul central al Il Popolo d'Italia omului de afaceri italian Gian Riccardo Cella și, după eliberarea Italiei, a fost folosit pentru publicarea ziarului Corriere Lombardo. În 1946, guvernul italian postbelic a invalidat vânzarea lui Mussolini și a confiscat sediul

## Colaboratori
- Benito Mussolini
- Giuseppe Ungaretti
- Luigi Barzini, Sr.⁠(d)
- Luigi Razza⁠(d)
- Umberto Saba⁠(d)